# 珠贝爪齿潜鱼
珠贝爪齿潜鱼（学名：Onuxodon margaritiferae）为潜鱼科爪齿潜鱼属的鱼类。分布于菲律宾民都洛岛南苏禄海、印尼的佛罗勒斯岛、到南太平洋如澳大利亚的新南威尔斯州海区和印度洋以及台湾南部小琉球岛等，属于西太平洋及印度洋热带及亚热带暖水性浅海鱼类。